# Joseph Hanquet
Pour les articles homonymes, voir Hanquet.
Joseph Marie Jean Adelin Martin Hanquet, né le 19 avril 1885 à Liège et y décédé le 9 février 1971 fut un homme politique catholique belge.
Hanquet finit ses humanités à 16 ans; il fut licencié en droit (ULg) et docteur en droit (1906); de 1906 à 1910 il étudia l'histoire; président du Jeune barreau et membre du conseil de l'ordre de avocats du barreau de Liège.
Il fut élu conseiller provincial de la province de Liège (1928-32) et sénateur de l'arrondissement de Liège (1932-46) en suppléance du baron Joseph van Zuylen, ensuite il fut coopté sénateur (1946-54). Il fut également secrétaire du sénat (1939-1954).

## Sources
- Ressource relative à plusieurs domaines :   - ODIS